# Jersey Road Race 1950
La Jersey Road Race del 1950 è stata una gara extra-campionato di Formula 1 tenutasi il 9 luglio 1950 a Saint Helier, capitale di Jersey, la maggiore fra le Isole del Canale.
La gara, disputatasi su un totale di 55 giri, è stata vinta dal pilota britannico Peter Whitehead su una Ferrari 125 privata.

## Gara

### Risultati
| Pos | Nr | Pilota                                     | Vettura           | Giri | Tempo/Ritiro    |
| --- | -- | ------------------------------------------ | ----------------- | ---- | --------------- |
| 1   | 10 | Peter Whitehead                            | Ferrari 125       | 55   | 1h56'02.6       |
| 2   | 5  | Reg Parnell                                | Maserati 4CLT/48  | 54   | + 1 giro        |
| 3   | 3  | Toulo de Graffenried                       | Maserati 4CLT/48  | 54   | + 1 giro        |
| 4   | 11 | Bob Gerard                                 | ERA Tipo B        | 54   | + 1 giro        |
| 5   | 15 | Brian Shawe-Taylor                         | ERA Tipo B        | 54   | + 1 giro        |
| 6   | 4  | Geoff Crossley                             | Alta GP-2         | 51   | + 4 giri        |
| 7   | 14 | Graham Whitehead                           | ERA Tipo B        | 51   | + 4 giri        |
| 8   | 19 | Joe Kelly                                  | Alta GP-3         | 51   | + 4 giri        |
| 9   | 16 | Joe Ashmore                                | ERA Tipo A        | 50   | + 5 giri        |
| 10  | 21 | Chas Mortimer                              | HWM-Alta          | 50   | + 5 giri        |
| 11  | 9  | Toni Branca                                | Simca-Gordini T15 | 50   | + 5 giri        |
| 12  | 8  | Duncan Hamilton Philip Fotheringham-Parker | Maserati 6CM      | 49   | + 6 giri        |
| Rit | 6  | David Hampshire                            | Maserati 4CLT/48  | 22   | Magnete         |
| Rit | 22 | Bill Aston                                 | Cooper-JAP T9     | 14   | Pistone         |
| Rit | 23 | Bill Merrick                               | Cooper-JAP T12    | 9    | Pistone         |
| Rit | 7  | David Murray                               | Maserati 4CLT/48  | 9    | Collettore      |
| Rit | 12 | Cuth Harrison                              | ERA Tipo B        | 8    | Carburatore     |
| Rit | 4  | Prince Bira                                | Maserati 4CLT/48  | 6    | Compressore     |
| Rit | 17 | Tony Rolt                                  | Delage Gp-5       | 1    | Motore          |
| NP  | 24 | Sid Logan                                  | Cooper-JAP T9     |      |                 |
| NQ  | 20 | Archie Butterworth                         | A.J.B.-Steyr      |      |                 |
| NA  | 1  | Louis Chiron                               | Maserati 4CLT/48  |      | Auto non pronta |
| NA  | 2  | Franco Rol                                 | Maserati 4CLT/48  |      | Auto non pronta |